# Ileides Muller
Ileides Joana Muller (Cachoeira do Sul, 23 de junho de 1958) é uma advogada, professora, escritora, poetisa brasileira. É membro imortal da Academia Sul-Matogrossense de Letras.

## Vida
Ileides Joana Muller nasceu em Cachoeira do Sul, em 1958, migrou para Palotina, Paraná, onde permaneceu por 20 anos, e em 1980 fixou residência em Campo Grande (Mato Grosso do Sul).

## Formação
- Cursou Pedagogia, e pós graduação em Metodologia do ensino.
- Cursou Direito e em 2013 formou-se advogada.

## Profissão
- Professora, especialista em Educação
- Advogada[nota 1]

## Atividades
Além das atuações como professora e advogada, dedica-se à literatura e a ministrar palestras, seminários e cursos nesse mister.

## Participação associativa
- Academia Sul-Matogrossense de Letras - ocupa a cadeira 40[nota 2]

## Livros publicados
Ileides Muller publicou os seguintes livros:

### Livros solo
Poesia
- Pétalas de amor – 1990
- Momentos de Ternura – 1999
- Universo em Gotas – 2008 - ISBN 978-85-908700-0-5
- Poemas para fim de tarde – 2011 - ISBN 978-85-62660-86-3
- Entrelinhas – 2013 - ISBN 978-85-8150-082-9
- Deserto Florido - 2013 - ISBN 978-65-5887-378-5[4]
- Catador de Invisível – 2018 - ISBN 978-85-8150-446-9[4]
- Terra Santa - Um passeio poético - 2019 - ISBN 978-85-8150-625-8[4]

Biografia
- O Caminho das Pedras – 2009
- Helena – Um Belo Caminho – 2010

Literatura infantil
- A lagartinha feliz – 2014 - ISBN 978-85-63387-34-9
- O Passarinho que não voava – 2015 - ISBN 978-85-63387-56-1
- Vamos brincar! - 2021 - ISBN 978-65-5887-096-8[4]

### Em coautoria
- Bazar dos Poetas – 2013 - ISBN: 978-85-8150-130-7[nota 3]
- Vertentes: Nossos Poemas - 2020 - ISBN 978-85-8150-705-7[nota 4]

## Prêmios e distinções
Ileides Muller foi agraciada com primeiro lugar nos seguintes concursos literários:
- Concurso Pérolas da Literatura (Guarujá)
- Concurso Contos e Poesias “Paulo Setúbal” (Tatuí)
- Prêmio Araucária de Literatura (Campos do Jordão)
- Concurso de Crônicas de Ponta Grossa – 2011

Recebeu o 3º lugar no concurso da 29ª Noite Nacional da Poesia (UBE-MS / Sectur) – 2017